# إدارة مقاطعة كييف العسكرية
رئيس إدارة ولاية كييف أوبلاست ( (بالأوكرانية: Голова Київської обласної державної адміністрації)‏ ، Holova Kyiv’skoi oblasnoi derzhavnoi administratsii ) أو بشكل غير رسمي حاكم كييف العسكري ( (بالأوكرانية: Губернатор Київської області)‏ , Hubernator Kyivs’koi oblasti )، هو رئيس السلطة التنفيذية في كييف أوبلاست، وهي مقاطعة في شمال أوكرانيا. يقع المقر الرسمي في عاصمة البلاد، كييف، وهي مدينة ذات وضع خاص، وليست في أوبلاست أو تحكمها إدارة ولاية كييف أوبلاست.

## السلطات
وفقا للفصل السادس من الدستور، يتم تعيين منصب حاكم كييف العسكري من قبل رئيس أوكرانيا، بناء على توصية من مجلس الوزراء لمدة أربع سنوات. يمكن لمجلس الإقليم تقديم اقتراح بحجب الثقة إلى الحاكم، وبعد ذلك سيصدر الرئيس الأوكراني "ردًا موثقًا".  ومع ذلك، إذا أصدر ثلثا نواب مجلس المنطقة قرار بحجب الثقة عن الحاكم، فيجب على الرئيس اتخاذ قرار بشأن استقالة الحاكم. 
كجزء من الإصلاح الدستوري في أوكرانيا، اقترح الرئيس بيترو بوروشينكو إلغاء منصب رؤساء إدارات الدولة الإقليمية، واستبدالهم بمكتب ممثل رئيس أوكرانيا ( (بالأوكرانية: Представник Президента України)‏ والتي سيتم تعيينها في كل من ولايات أوكرانيا الاربعة العشرون. بحيث يتمتع هؤلاء الممثلون بسلطة أقل بكثير على المناطق التي يخدمون فيها، وبدل من ذلك سيتم تعيينهم للإشراف على سلطة ودستورية الوحدات الإدارية في أوكرانيا.  

## قائمة رؤساء إدارة ولاية كييف أوبلاست
حتى سقوط الاتحاد السوفيتي في عام 1991، كانت معظم السلطة في منطقة كييف تابعة للجنة كييف الإقليمية للحزب الشيوعي الأوكراني. فيما يلي قائمة كاملة بزعماء منطقة كييف من عام 1992 حتى يومنا هذا. 
ممثل الرئيس
1. إيفان كابشتيك (1992-1994)
2. في 1994-1995 تمت تصفية المكتب ونقل مهامه مؤقتاً إلى رئيس اللجنة التنفيذية للمجلس الإقليمي

الرؤساء
1. فاسيل سينكو (1995–1996)
2. أناتولي زاسوخا (1996—2005)
3. يفهين جوفتياك (2005–2006)
4. فاليري كوندروك (2006) (بالنيابة)*
5. فيرا أوليانشينكو (2006–2009)
6. فيكتور فاكاراش (2009—2010) [ا]
7. أناتولي بريسيازنيوك (2010–2014)
8. فولوديمير شاندرا (2 مارس 2014 — 27 يناير 2016)
9. ماكسيم ميلنيتشوك (3 فبراير 2016 [5] — 9 سبتمبر 2016 [6] )
10. ليف بارتزخالادزي ( بالوكالة ) (9 سبتمبر 2016 - 28 أكتوبر 2016)*
11. أولكسندر هورهان (28 أكتوبر 2016 — 30 أكتوبر 2018 [7] )
12. أولكسندر تيريشوك (30 أكتوبر 2018 - 11 يونيو 2019)
13. فياتشيسلاف كوشر (بالإنابة) (11 يونيو 2019 - 9 يوليو 2019)*
14. ميخايلو بنو إيريان (10 يوليو 2019 — 28 أكتوبر 2019) [8] [9]
15. أوليكسي تشيرنيشوف (28 أكتوبر 2019 - 4 مارس 2020 [10] )
16. فاسيل فولودين (18 يونيو 2020 [11] - 8 فبراير 2022) [ب] [13]
17. أوليكسي كوليبا (8 فبراير 2022 - 15 مارس 2022)
18. أولكسندر بافليوك (15 مارس 2022 — 21 مايو 2022) [14]
19. أوليكسي كوليبا (21 مايو 2022 - 24 يناير 2023) [14] [15]
20. ديمترو نازاريكنو (بالإنابة) (25 يناير - 10 أبريل 2023)* [16]
21. رسلان كرافشينكو (منذ 10 أبريل 2023)

ملحوظات
1. ↑  Acting to September 17, 2009
2. ↑  On 11 March 2020 appointed as acting Governor[12]

## أنظر أيضا
- إدارة ولاية مدينة كييف

## روابط خارجية
- "Main" (بالأوكرانية). Kyiv Oblast State Administration. Archived from the original on 2017-05-16. Retrieved 2014-12-22.